# Manoir de Kerandré
Le manoir de Kerandré est un édifice situé à Hennebont, en France.

## Situation
Le manoir est situé sur le territoire de la commune de Hennebont, au lieu-dit Kerandré, dans le département du Morbihan, en région Bretagne.

## Description
Le manoir date du XVIe siècle, il est construit en moellons de granite, édifice à un étage carré. Toiture  à longs pans recouverte d'ardoises, pignon découvert. Escalier dans-œuvre : escalier à vis sans jour.

## Histoire
Le manoir est inscrit à l'inventaire général du patrimoine culturel en 1986.